# Veronica Llinas
Veronica Llinas – argentyńska aktorka.

## Filmografia
- 2006: Bendita vida
- 2003: Soy tu aventura jako Amanda Cañete
- 2002: Wszystkie stewardessy idą do nieba jako Enfermera
- 2002: Kachorra to ja jako Bernarda Eusebia Bernie Estévez Álvarez
- 2001: Podświetlenie jako Vicky
- 1999–2001: Buenos vecinos jako Stella
- 1998: Gasoleros jako Chula
- 1993: De eso no se habla jako Myrna
- 1992: Dżuma jako striptizerka
- 1990: Cien veces no debo jako Elvira